# Episodi de Le nuove avventure di Huckleberry Finn
La prima e unica stagione della serie televisiva Le nuove avventure di Huckleberry Finn, composta da 20 episodi, è stata trasmessa negli Stati Uniti, da NBC, dal 25 settembre 1968 al 23 febbraio 1969.
In Italia la stagione è stata parzialmente trasmessa da Rai 1 dal 31 dicembre 1968.
| nº | Titolo originale                | Titolo italiano                   | Prima TV USA      | Prima TV Italia  |
| -- | ------------------------------- | --------------------------------- | ----------------- | ---------------- |
| 1  | The Magic Shillelah             | Il bastone magico                 | 15 settembre 1968 | 18 marzo 1969    |
| 2  | Huck of La Mancha               | Huck della Mancia                 | 22 settembre 1968 | 4 marzo 1969     |
| 3  | The Terrible Tempered Kahleef   | Il terribile califfo              | 29 settembre 1968 | 11 marzo 1969    |
| 4  | The Little People               | La principessa di Lilliput        | 6 ottobre 1968    | 31 dicembre 1968 |
| 5  | Pirate Island                   | L'isola dei pirati                | 13 ottobre 1968   | 31 dicembre 1968 |
| 6  | The Last Labors of Hercules     | L'ultima fatica di Ercole         | 20 ottobre 1968   |                  |
| 7  | The Gorgon's Head               | La testa della Medusa             | 27 ottobre 1968   |                  |
| 8  | The Caste Of Evil               | Il castello incantato             | 3 novembre 1968   |                  |
| 9  | Hunting The Hunter              | L'isola degli animali             | 24 novembre 1968  | 25 marzo 1969    |
| 10 | The Curse Uf Thut               | La mummia                         | 1º dicembre 1968  |                  |
| 11 | The Ancient Valley              | Un milione di anni fa...          | 15 dicembre 1968  |                  |
| 12 | Menace In The Ice               | Ghiacciai inesplorati             | 22 dicembre 1968  |                  |
| 13 | The Eye Of Doorgan              | L'occhio di Doorgan               | 29 dicembre 1968  | 29 aprile 1969   |
| 14 | Mission of Captain Mordecai     | La missione del Capitano Mordecai | 5 gennaio 1969    |                  |
| 15 | The Jungle Adventure            | Avventura nella giungla           | 19 gennaio 1969   |                  |
| 16 | Son Of The Sun                  | Il figlio del Sole                | 26 gennaio 1969   |                  |
| 17 | Prophecy Of Peril               | Il figlio del gran mandarino      | 2 febbraio 1969   | 27 maggio 1969   |
| 18 | Strange Experiment              | Uno strano esperimento            | 9 febbraio 1969   | 6 maggio 1969    |
| 19 | The Conquistador Curse          | Il tesoro del tempio              | 16 febbraio 1969  | 20 maggio 1969   |
| 20 | All Whirlpools Lead To Atlantis | Il regno sommerso                 | 23 febbraio 1969  | 13 maggio 1969   |